# Bank Indonesia
Bank Indonesia – bank centralny Republiki Indonezji. Powstał w 1953 roku, a jego siedziba znajduje się w Dżakarcie.